# Loncosaurus argentinus
Loncosaurus argentinus es la única especie conocida del género extinto Loncosaurus  (gr. “lagarto” + arn. “jefe”) de dinosaurio ornitisquio ornitópodo que vivió a finales del período Cretácico, hace aproximadamente 80 millones de años, en el Santoniense, en lo que es hoy Sudamérica. Sus restos se encontraron en la provincia de Santa Cruz Argentina. Descrito por Florentino Ameghino como un terópodo megalosáurido. Loncosaurus fue un herbívoro corredor bípedo de mediano tamaño, que alcanzó los 5 metros de largo.
Ameghino nombró a Loncosaurus entre 1898

 o 1899

 a partir de la porción proximal de un fémur, MACN-1629 y un diente encontrados cerca del río Sehuen, en la provincia de Santa Cruz, en la Formación Cardiel, según la mayoría de las fuentes o de la Formación Matasiete., ambas del Cretácico superior.
De cualquier manera, se creyó que pertenecía a un megalosáurido, como Friedrich von Huene lo confirmara en 1909.  En una posterior revisación, von Zittel lo asignó a Coeluridae,
 usado como un taxón donde se acomodaban todos los pequeños carnívoros sin una buena clasificación. El diente de predador ayudó a este error de identificación.
Fue ignorado por décadas hasta que Ralph Molnar lo volviera a revisar. Él encontró que el diente no pertenecía al mismo animal que el fémur y fue removido del holotipo, y sugirió que pertenecía a un hipsilofodóntido o a una tortuga.  La opinión profesional ha cambiado poco, pero se piensa que pertenecía a los iguanodóntidos más que a los hipsilofodóntidos. Revisiones posteriores lo colocan en  Ornithopoda incertae sedis o en Iguanodontia. Coria  et al. ha propuesto un taxón para los ornitópodos patagónicos donde incluye a Loncosaurus, Euiguanodontia. Extrañamente una referencia semipopular lo reasignó a  Genyodectes sin el comentario,
 una visión que no se ha seguido desde entonces.